# Arje Dulčin
Arje Leon Dulčin (hebrejsky אריה דולצ׳ין‎, 31. března 1913 Minsk, Ruské impérium – 13. září 1989 Haifa, Izrael) byl sionistický aktivista, který od prosince 1969 do srpna 1970 zastával funkci ministra bez portfeje v druhé vládě Goldy Meirové, ačkoli nikdy nebyl poslancem Knesetu.

## Životopis
Dulchin se narodil v Minsku v Ruském impériu (dnešní Bělorusko). V roce 1928 emigroval do Mexika a v letech 1938–1942 byl předsedou mexické pobočky Světové sionistické organizace. Po emigraci do Izraele v roce 1956 pracoval pro Židovskou agenturu. Do roku 1965 vedl ekonomické oddělení a investiční úřad, poté působil jako hlava imigračního, absorpčního a přesídlovacího oddělení a v letech 1968–1978 pracoval jako pokladník. V letech 1978–1987 byl předsedou Světové sionistické organizace.
Vstoupil do Izraelské liberální strany a 15. prosince 1969 ho Golda Meirová jmenovala do své vlády jako ministra bez portfeje. Dne 6. srpna 1970 však odstoupil, když z koalice Cherut vystoupila strana Gachal.
Byl ženatý s Annette, se kterou měl dvě děti.